# Kobokoboïta
La kobokoboïta és un mineral de la classe dels fosfats. Rep el nom per la pegmatita Kobokobo, a la República Democràtica del Congo, la seva localitat tipus.

## Característiques
La kobokoboïta és un fosfat de fórmula química Al₆(PO₄)₄(OH)₆·11H₂O. Va ser aprovada com a espècie vàlida per l'Associació Mineralògica Internacional l'any 2009. Cristal·litza en el sistema triclínic. La seva duresa a l'escala de Mohs és 2.

## Formació i jaciments
Va ser descoberta a la pegmatita Kobokobo, situada a la localitat de Mwenga, al Kivu Sud (República Democràtica del Congo). També ha estat descrita al jaciment de fosfats de Fumade, a Castelnau-de-Brassac (Occitània, França) i a la mina Bachman, situada a la localitat de Hellertown, al comtat de Northampton (Pennsilvània, Estats Units). Aquests tres indrets són els únics de tot el planeta on ha estat descrita aquesta espècie mineral.